# 安东尼奥·阿贝提

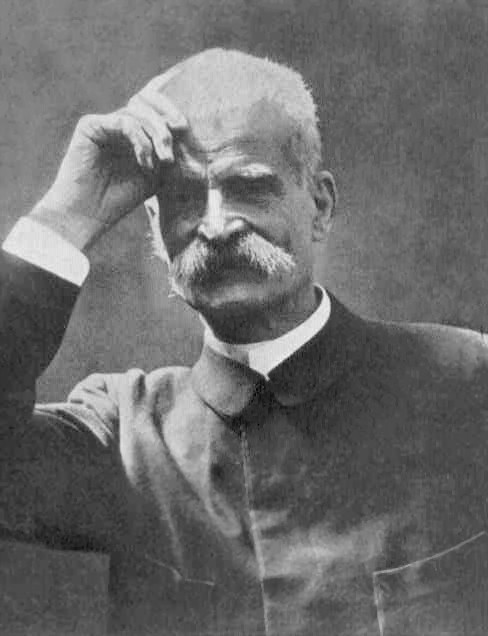
安东尼奥·阿贝提

安东尼奥·阿贝提 （義大利語： Antonio Abetti，1846年6月19日—1928年2月20日） 是一名意大利天文学家。
他出生在圣彼得罗-迪戈里齐亚，在帕多瓦大學获得了数学和工程学学位。之后成为帕多瓦大学的主任和在佛罗伦萨大学的教授。並且他擔任阿切特里天文台台長期間為該天文台增設新望遠鏡。
1874年他在彼得·塔奇尼领导的团队用光譜儀观察金星凌日。
阿貝提的研究主要是球面天文學，並進行多次小行星、彗星和掩星觀測。
他是山貓學會和英國皇家天文學會的成员。